# Campionati del mondo di ciclismo su pista 1956
I Campionati del mondo di ciclismo su pista 1956 (en.: 1956 UCI Track World Championships) si svolsero a Copenaghen, in Danimarca.

## Medagliere
| #      | Nazione     | Oro | Argento | Bronzo | Totale |
| ------ | ----------- | --- | ------- | ------ | ------ |
| 1      | Italia      | 3   | 1       | 1      | 5      |
| 2      | Francia     | 1   | 1       | 0      | 2      |
| 3      | Australia   | 1   | 0       | 0      | 1      |
| 4      | Regno Unito | 0   | 1       | 1      | 2      |
| 5      | Argentina   | 0   | 1       | 0      | 1      |
| 5      | Spagna      | 0   | 1       | 0      | 1      |
| 7      | Svizzera    | 0   | 0       | 2      | 2      |
| 8      | Danimarca   | 0   | 0       | 1      | 1      |
| Totale | Totale      | 5   | 5       | 5      | 15     |

## Sommario degli eventi
| Eventi                            | Oro                     | Prestazione | Argento                  | Prestazione | Bronzo                       | Prestazione |
| Uomini Professionisti             |                         |             |                          |             |                              |             |
| Velocità dettagli                 | Antonio Maspes Italia   |             | Reg Harris Regno Unito   |             | Oscar Plattner Svizzera      |             |
| Inseguimento individuale dettagli | Guido Messina Italia    |             | Jacques Anquetil Francia |             | Kay-Werner Nielsen Danimarca |             |
| Mezzofondo dettagli               | Graham French Australia |             | Guillermo Timoner Spagna |             | Walter Bucher Svizzera       |             |
| Uomini Dilettanti                 |                         |             |                          |             |                              |             |
| Velocità dettagli                 | Michel Rousseau Francia |             | Jorge Batiz Argentina    |             | Guglielmo Pesenti Italia     |             |
| Inseguimento individuale dettagli | Ercole Baldini Italia   |             | Leandro Faggin Italia    |             | John Geddes Regno Unito      |             |